# 三角海蕾
三角海蕾（學名：Deltoblastus）是一屬已滅絕的海蕾，其化石主要分布在亞洲，如印度尼西亞等地。牠們的萼很高，呈錐狀，五個巨大的步帶陷入表面之中。步帶之間由巨大骨板組成的五部分的中線有溝。牠們附著在海床堅硬的基底上生活著。